# Centrarthra dentata
Centrarthra dentata là một loài bướm đêm trong họ Noctuidae.